# Hérisson
Hérisson je naselje in občina v osrednjem francoskem departmaju Allier regije Auvergne. Leta 1999 je naselje imelo 709 prebivalcev.

## Geografija
Kraj leži v pokrajini Bourbonnais ob reki Aumance, 25 km severno od Montluçona.

## Administracija
Hérisson je sedež istoimenskega kantona, v katerega so poleg njegove vključene še občine Audes, Bizeneuille, Le Brethon, Cosne-d'Allier, Estivareilles, Givarlais, Louroux-Bourbonnais, Louroux-Hodement, Maillet, Nassigny, Reugny, Saint-Caprais, Sauvagny, Tortezais, Vallon-en-Sully in Venas z 9.035 prebivalci.
Kanton je sestavni del okrožja Montluçon.

## Zanimivosti
- srednjeveški grad iz 10. stoletja,
- samostan Presvetega Odrešenika iz 13. stoletja.

1. ↑  »Populations légales 2016«. Nacionalni inštitut za statistične in gospodarske raziskave. Pridobljeno 25. aprila 2019.